# Еико Ишиока
Еико Ишиока (јап. 石岡 瑛子; ен. Ishioka Eiko; Токио, 12. јули 1938 – Токио, 21. јануар 2012) била је јапанска дизајнерка. Радила је као уметнички директор, костимограф и графички дизајнер и остала позната по својим радовима, у позоришту, на филму, у рекламним кампањама и штампаним медијима.
Истакла се својим рекламним кампањама за јапански трговачки ланац Parco и сарадњом са компанијом Descente, која се бави производњом спортске одеће, а за коју је дизајнирала униформе и дресове за чланове швајцарске, канадске, јапанске и шпанске репрезентације на зимским Олимпијским играма 2002 у Солт лејк Ситију. Такође је креирала и костиме за церемонију отварања на 2008 летњим Олимпијским играма у Пекингу. Добитница је Оскара за најбољу костимографију за свој рад на филму Дракула Френсиса Форда Кополе, из 1992. Постхумно је номинована за Оскара у истој категорији за рад на дизајну костима за филм Тарсема Синга Огледалце, огледалце из 2012. године.

## Живот и каријера
Еико Ишиока је рођена у Токију 1938. године. Отац јој је био графички дизајнер, а мајка домаћица. Иако је у детињству охрабривао њено интересовање за уметност, отац се ипак успротивио жељи да у избору каријере следи његов пут. Упркос очевом противљењу дипломирала је на Националном универзитету лепих уметности и музике у Токију (ен. Tokyo National University of Fine Arts and Music).

## Рекламне и маркетиншке кампање
Своју каријеру Еико Ишиока започела је 1961. године у маркетиншком тиму козметичке компаније Shiseido и четири године касније освојила престижну јапанску награду у области маркетинга. Од 1971. године ради као уметнички директор у компанији Parco и 1973, када компанија почиње да се шири, Еико дизајнира за свечано отварање новог тржног центра рекламни видео у трајању од 15 секунди, у коме „висока, витка жена, обучена у црни бикини, плеше са веома малим човеком у оделу Деда Мраза”. Након тога Еико постаје једна од кључних личности за креирање имиџа компаније. Њена последња рекламна кампања за ову компанију представља једноминутни "филм за Parco" у коме, као "Parco лице", учествује Феј Данавеј, која обучена у црно седи на црној столици испред црног зида и током једног минута љушти и једе јаје. Године 1983. прекинула је сарадњу са Parco-ом и покренула сопствену дизајнерску фирму.
Дизајнирала униформе и дресове за чланове швајцарске, канадске, јапанске и шпанске репрезентације на зимским Олимпијским играма 2002 у Солт лејк Ситију, а годину дана касније, 2003. лого за кошаркашки клуб Хјустон Рокетс. Године 2008, за Летње Олимпијске игре у Пекингу креирала је костиме за церемонију отварања.

#### Галерија фотографија
Костими Еико Ишиока на Церемонији отварања Летњих олимпијских игара у Пекингу 2008. године

## Филмска каријера
Године 1985. режисер Пол Шредер изабрао је Еико за продукцијског дизајнера у његовом филму Мишима: Живот у четири поглавља. Исте године за свој рад на овом филму добила је специјалну награду за уметнички допринос на Канском филмском фестивалу. Њена сарадња са Кополом на изради јапанске верзије плаката за филм Апокалипса данас довела је до њихове касније сарадње у Кополином филму Дракула, за који је Еико освојила Оскара. Такође је радила и на четири филма Тарсема Синга, почевши од филма Ћелија (2000), са Џенифер Лопез у главној улози, преко филмова Пад(ен. The Fall, 2006) и Бесмртни (ен. Immortals, 2011), закључно са филмом Огледалце, огледалце (2012), са Џулијом Робертс у главној улози, за који је Еико постхумно номинована за Оскара за најбољу костимографију.
Еико Ишиока радила је такође и дизајн костима за позориште и циркус. Године 1999. дизајнирала је костиме за оперу Рихарда Вагнера Прстен Нибелунг У холандској Националној опери. Дизајнирала је и костиме костиме за циркуску трупу Cirque du Soleil, као и за Бродвејски мјузикл Спајдермен: Искључите таму (ен. Spider-Man: Turn Off the Dark) америчке позоришне редитељке Џулије Тајмор, премијерно изведене 2011. године. Такође је 2002. године режирала музички видео Cocoon исландске певачице Бјерк, а 2009. дизајнирала костиме за турнеју Ураган певачице Грејс Џонс.
Радови Еико Ишиока налазе се у сталној поставци многих светских музеја, укључујући и Музеј модерне уметности у Њујорку.

## Награде
Еико Ишиока освојила је Греми награду за уметнички рад на албуму Tutu Мајлса Дејвиса 1987, као и Оскара за најбољу костимографију и Награду Сатурн за најбољи костим за филм Дракула 1992. године. Такође је 1988. године добила и две награде Тони - за сценографију и за костимографију за Бродвејску представу M. Butterfly. Године 2012. била је номинована за Оскара за најбољиу костимографију за филм Огледалце, огледалце, а исте године добила је и престижну награду Costume Designers Guild Award за изузетан допринос у филмским фантазијама. Године 1992. изабрана је за члана њујоршког Art Directors Club Hall of Fame, а 12. јула 2017 добила је и свој Гугл Дудл (Google Doodle).

## Филмографија
- Мишима: Живот у четири поглавља (1985)
- Closet Land (1991)
- Дракула (1992)
- Ћелија (2000)
- The Fall (2006)
- Theresa: The Body of Christ (2007)
- Immortals  (2011)
- Огледалце, огледалце (2012)

## Књиге
Године 1990. објавила је књигу Еико по Еико (ен. Eiko by Eiko) у којој је приказала своје дотадашње радове на пољу уметности и графичког дизајна.  Следеће, 2000. године уследила је и друга књига, Еико на сцени.

## Смрт
Еико Ишиока умрла од рака панкреаса у Токију, 21. јануара 2012. године. Неколико месеци пред смрт у болници се удала за свог животног сапутника Николаса Султанакиса (Nicholas Soultanakis).